# Lúcio Júnio Cesênio Peto (cônsul em 79)
Lúcio Júnio Cesênio Peto (em latim: Lucius Junius Caesennius Paetus) foi um senador romano da gente Júnia nomeado cônsul sufecto para o nundínio de março a junho de 79 com Públio Calvísio Rusão. Era filho de Lúcio Cesênio Peto e Flávia Sabina, filha de Tito Flávio Sabino e sobrinha de Vespasiano. Lúcio Cesênio Sospes, cônsul sufecto em 114, era seu irmão.

## Carreira e família
Peto serviu como tribuno militar em 62 com Cneu Domício Córbulo no oriente. Apesar das derrotas de seu pai, sua carreira aparentemente não foi muito afetada, pois foi governador da Síria entre 70 e 72, cônsul sufecto em 79 e finalmente procônsul da Ásia entre 93 e 94.
Peto casou-se com Árria Antonina, filha de Cneu Árrio Antonino, cônsul sufecto em 69, e irmã de Árria Fadila, a mãe do futuro imperador Antonino Pio. O casal teve um filho, Lúcio Cesênio Antonino, que foi cônsul sufecto em 128.